# Sebastian Kigongo
Sebastian Kigongo, né le 5 mai 1984, à Mukono, est un coureur cycliste ougandais. Il est notamment devenu champion d'Ouganda à trois reprises.

## Biographie
En 2010, Sebastian Kigongo représente son pays lors des Jeux du Commonwealth et des championnats d'Afrique. L'année suivante, il devient champion d'Ouganda sur route. 
En 2014, il prend part à ses seconds Jeux du Commonwealth de Glasgow. Il participe ensuite aux Jeux africains de 2015. La même année, il remporte un nouveau titre de champion national à Iganga. 
En 2018, le coureur ougandais connait une nouvelle sélection pour les championnats d'Afrique.

## Palmarès
- 2004
  -  Champion d'Ouganda sur route
- 2011
  -  Champion d'Ouganda sur route
- 2012
  - Osmaid Charity Cycling Race[4]
- 2014
  - 2e du championnat d'Ouganda sur route
- 2015
  -  Champion d'Ouganda sur route

## Classements mondiaux
| Année           | 2017 |
| --------------- | ---- |
| UCI Africa Tour | 141e |